# Španělština
Španělština (neboli kastilština) je jeden z nejrozšířenějších světových jazyků. Spadá do kategorie románských jazyků. Španělština je úředním jazykem ve Španělsku, ve většině států Jižní a Střední Ameriky a v Rovníkové Guineji, velmi rozšířená je také ve Spojených státech, na Filipínách a v mnoha dalších zemích světa. Počet rodilých mluvčích se pohybuje okolo 500 miliónů. Po čínštině je to druhý nejpočetnější rodný jazyk na světě.

## Vznik a vývoj jazyka
Jazyky Pyrenejského poloostrova se většinou vyvinuly z lidové latiny římských provincií Hispania Citerior a Hispania Ulterior. Po vpádu Arabů v 8. století se ustavily dva regiony s odlišným jazykovým vývojem: jižní Al-Andalus hovořil dialekty ovlivněnými arabštinou, které jsou shrnovány pod pojem mozarabština, zatímco na křesťanském severu, ovlivněném gótskou kulturou, se kromě kastilštiny postupně vyvinula katalánština, asturština, aragonština a galicijština.
Původní kastilský dialekt vznikal v raném středověku v oblasti mezi Burgosem a Kantábrií, ovlivňován jednak arabštinou od jihu, jednak katalánštinou a baskičtinou od severovýchodu. Po celém poloostrově se rozšířil díky reconquistě. V 15. století, během procesu sjednocení španělských království, vydal Antonio de Nebrija v Salamance svůj spis Grammatica. Jde o první pojednání o kastilské gramatice a zároveň o první gramatiku vulgárního (lidového) jazyka v Evropě. Nejstarším textem v kastilštině jsou pak Glosas Emilianenses, sepsané baskickými mnichy.
Od doby vlády Karla I. v 16. století je pro kastilštinu používán častěji název španělština (jakožto jazyk, jímž se domluví všichni obyvatelé sjednocených španělských království). Přes různé polemiky, které s různou silou trvají dodnes, uvádí Slovník španělského jazyka Královské akademie výrazy kastilština a španělština jakožto synonyma.
Nejvýraznější fonologické změny oproti latině představují hláskové změny (lat. vita → špan. vida – život, iuventus → juventud – mládí), diftongizace (terra → tierra – země) či palatalizace.

## Charakteristika jazyka

### Abeceda a výslovnost
Španělština se zapisuje latinkou, ke které se přidává znak ñ; používají se spřežky ch a ll. Španělská abeceda tak v současné době sestává z 29 písmen:

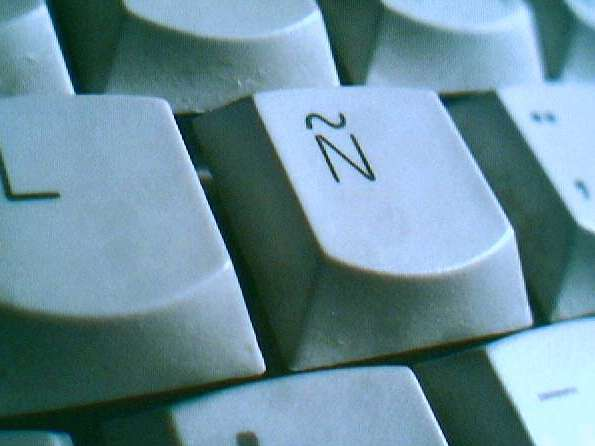
Písmeno „ñ“ na španělské klávesnici.

A, B (be), C (ce), CH (che), D (de), E, F (efe), G (ge), H (hache), I (i latina), J (jota), K (ka), L (ele), LL (elle), M (eme), N (ene), Ñ (eñe), O, P (pe), Q (cu), R (erre), S (ese), T (te), U, V (uve), W (uve doble / doble u), X (equis), Y (i griega), Z (zeta).
Přízvučné samohlásky se označují čárkou (á, é, í, ó, ú); nečtou se dlouze, ale při výslovnosti se na ně klade důraz, tzv. akcent. Přízvuk se označuje pouze tehdy, je-li nepravidelný, tj. nestojí li na předposlední slabice, resp. na poslední slabice ve slovech zakončených na souhlásku kromě n a s. Při výslovnosti platí, že ch se vždy čte jako /č/, j se čte vždy jako /ch/, c+a, o, u se čte vždy jako /ka,ko,ku/, c+e, i se v evropské španělštině čte jako /θe, θi/ a v americké španělštině jako /se, si/, g+a,o,u se čte vždy jako /ga,go,gu/, g+e, i se čte vždy jako /che,chi/, gua, guo se čte vždy jako /gua, guo/, gui, gue se čte vždy jako /gi,ge/, h se nikdy nečte, qu se čte vždy jako /k/, z se v evropské španělštině čte jako /θ/ a v americké španělštině jako /s/.
Dříve se používala i tzv. cedilla (pro písmeno ç), která se dodnes používá např. ve francouzštině či turečtině.
Americká španělština se liší užitím písmena „x“, jež pochází z indiánských jazyků v Mexiku a čte se podobně jako české [š]. Název Mexiko vychází ze jména jedné domorodé skupiny, jíž byli Mexikové (čteno [Mešikové]). Vlivem dalších hláskotvorných změn se dnes Mexiko vyslovuje jako [Mechiko], Mexičané někdy dokonce používají zápis Méjico, který odpovídá pravidlům současné španělské fonetiky. Ve starších písemných pramenech se setkáváme s písmenem „x“, čteným jako [ch] (například Don Quixote místo Don Quijote) – toto pravidlo je však již archaické. Písmeno „x“ se pak čte jako /š/ při přepisu výrazů původních latinskoamerických kultur (např. slovo „Xaman“ pochází z mayštiny a čte se [šaman], jde o ekvivalent slova „sever“, důležitý pojem v mayském rituálním náboženství).
| Písmeno | Název                                                                      | Výslovnost (IPA) | Česky                               | Alofony  |
| ------- | -------------------------------------------------------------------------- | ---------------- | ----------------------------------- | -------- |
| a       | a                                                                          | [a]              | „a“                                 |          |
| b       | be, be alta, be larga, be grande, be labial                                | [b]              | „b“, „v“                            | [β], [p] |
| c       | ce                                                                         | [k]; [θ]/[s]     | „k“, „s“                            |          |
| ch      | che                                                                        | [tʃ]             | „č“                                 |          |
| d       | de                                                                         | [d]              | „d“                                 | [ð]      |
| e       | e                                                                          | [e]              | „e“                                 | [ɜ]      |
| f       | efe                                                                        | [f]              | „f“                                 |          |
| g       | ge                                                                         | [g]; [x]         | „g“, „ch“                           | [ɣ]      |
| h       | hache                                                                      | —                | —                                   |          |
| i       | i, i latina                                                                | [i]              | „y“, „j“                            | [j], [ʝ] |
| j       | jota                                                                       | [x]              | „ch“                                |          |
| k       | ka                                                                         | [k]              | „k“                                 |          |
| l       | ele                                                                        | [l]              | „l“                                 |          |
| ll      | elle                                                                       | [ʎ]~[ʝ]          | „ľ~j“ („ď“) popř.(„dž“) („ž“) („š“) |          |
| m       | eme                                                                        | [m]              | „m“                                 |          |
| n       | ene                                                                        | [n]              | „n“                                 | [m]      |
| ñ       | eñe                                                                        | [ɲ]              | „ň“                                 |          |
| o       | o                                                                          | [o]              | „o“                                 | [ɔ]      |
| p       | pe                                                                         | [p]              | „p“                                 |          |
| qu      | cu                                                                         | [k]              | „k“                                 |          |
| r       | ere / erre                                                                 | [r], [ɾ]         | „r“, „rr“                           |          |
| rr      | erre (errre)                                                               | [r], [ɾ]         | „rr“ , „rrr“                        |          |
| s       | ese                                                                        | [s]              | „s“                                 |          |
| t       | te                                                                         | [t]              | „t“                                 |          |
| u       | u                                                                          | [u]              | „u“                                 | [w]      |
| v       | uve, ve baja, ve corta, ve chica, ve chiquita, ve pequeña , ve labiodental | [b]              | „b“, „v“                            | [β]      |
| w       | uve doble, ve doble, doble ve, doble u                                     | [u]              | „u“                                 |          |
| x       | equis                                                                      | [ekis]           | „ks“                                | [s]      |
| y       | ye, i griega                                                               | [i], [ʝ]         | „y“, „j“ („ď“)                      | [j]      |
| z       | zeta, zeda, ceta                                                           | [ɵ]/[s]          | „s“                                 |          |

## Gramatika
Španělské jméno, stejně jako v dalších románských jazycích, rozlišuje pouze dva rody: mužský a ženský. Slovesný systém je poměrně bohatý; kromě indikativu (indicativo) má široké použití subjunktiv (subjuntivo). V indikativu pak například pro vyjádření minulosti existuje několik časů – minulý prostý (indefinido), minulý složený (préterito perfecto), souminulý (imperfecto), předminulý (pluscuamperfecto). Tyto všechny minulé časy existují jak v prostém, tak v průběhovém tvaru.

### Členy
| Člen       | Určitý   | Určitý | Neurčitý | Neurčitý |
| ---------- | -------- | ------ | -------- | -------- |
| Člen       | Singulár | Plurál | Singulár | Plurál   |
| Mužský rod | el       | los    | un       | unos     |
| Ženský rod | la       | las    | una      | unas     |

Unos, unas se nepoužívá ve smyslu neurčitého členu, ale znamená několik (unos hombres = několik mužů).

### Zájmena
| Osoba    | singular     | plural            |
| -------- | ------------ | ----------------- |
| 1. osoba | yo           | nosotros/nosotras |
| 2. osoba | tú           | vosotros/vosotras |
| 3. osoba | él/ella/ello | ellos/ellas       |
| onikání  | usted        | ustedes           |

### Číslovky
| 1   | un(o)/una  | 11  | once          | 10    | diez      |
| 2   | dos        | 12  | doce          | 20    | veinte    |
| 3   | tres       | 13  | trece         | 30    | treinta   |
| 4   | cuatro     | 14  | catorce       | 40    | cuarenta  |
| 5   | cinco      | 15  | quince        | 50    | cincuenta |
| 6   | seis       | 16  | dieciséis     | 60    | sesenta   |
| 7   | siete      | 17  | diecisiete    | 70    | setenta   |
| 8   | ocho       | 18  | dieciocho     | 80    | ochenta   |
| 9   | nueve      | 19  | diecinueve    | 90    | noventa   |
|     |            |     |               |       |           |
| 0   | cero       | 100 | cien (ciento) | 1000  | mil       |
| 200 | doscientos | 500 | quinientos    | 1 000 | un millón |

### Slovesa

#### Slovesobýt
Španělština používá celkem tři slovesa, která se překládají českým být:
- ser popisující trvalé vlastnost nebo ve významu být (na stálo),
- estar popisující současný stav nebo ve významu být (na určitém místě),
- hay (haber) ve významu existovat, vyskytovat se, nacházet se (na neurčitém místě).

| Osoba      | ser (být) | estar (být – kde) |
| ---------- | --------- | ----------------- |
| 1. os. sg. | soy       | estoy             |
| 2. os. sg. | eres      | estás             |
| 3. os. sg. | es        | está              |
| 1. os. pl. | somos     | estámos           |
| 2. os. pl. | sois      | estáis            |
| 3. os. pl. | son       | están             |

#### Časování sloves v přítomném čase
Pravidelná slovesa (s koncovkami -ar, -er, -ir)
| Osoba      | saludar (zdravit) | comer (jíst) | vivir (žít) |
| ---------- | ----------------- | ------------ | ----------- |
| 1. os. sg. | saludo            | como         | vivo        |
| 2. os. sg. | saludas           | comes        | vives       |
| 3. os. sg. | saluda            | come         | vive        |
| 1. os. pl. | saludamos         | comemos      | vivimos     |
| 2. os. pl. | saludáis          | coméis       | vivís       |
| 3. os. pl. | saludan           | comen        | viven       |

## Nářečí španělštiny

Španělština ve světě

Španělština je jazyk rozšířený po celém světě, a proto existuje řada nářečí španělštiny, mezi nimiž mohou být dosti výrazné rozdíly. Rozlišujeme následující nejvýznamnější nářečí španělštiny:

### Evropa
- Mapa dialektů španělštiny ve Španělsku.Nářečí andaluské (Dialecto andaluz)
- Nářečí churro (Dialecto churro)

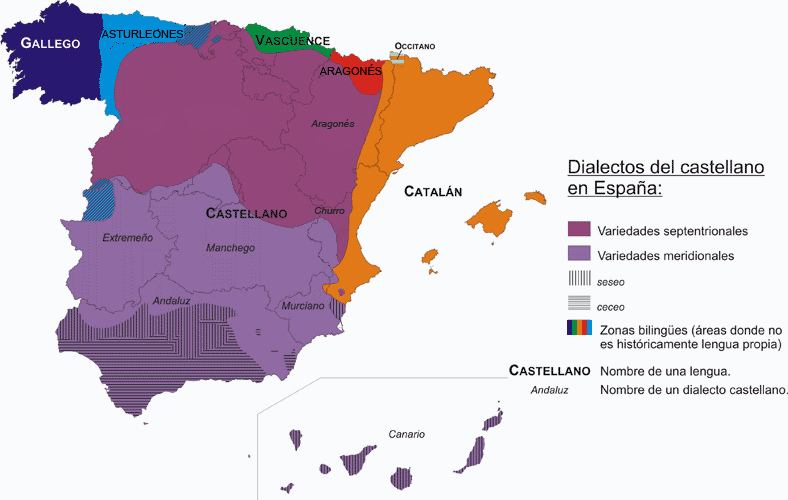
Mapa dialektů španělštiny ve Španělsku.

- Španělština z Kanárských ostrovů (Español canario)
- Nářečí murcijské (Dialecto murciano)
- Nářečí extremadurské (Extremeńo)

### Amerika
- Amazonská španělština (Español amazónico)
- Andská španělština (Español andino)
- Španělština z centrální Bolívie (Español camba)

mapa rozšíření španělštiny v Evropské unii

- mapa rozšíření španělštiny v Evropské uniiChilská španělština (Español chileno)
- Španělština ze souostroví Chiloé v Chile (Español chilote)
- Karibská španělština (Español caribeño); může být dále členěno
- Středokolumbijská španělština (Español cundiboyacense)
- Španělština z provincie Antioquia v Kolumbii (Español antioqueño)
- Španělština z provincií Santander a Norte de Santander v Kolumbii (Español santandereano-tachirense)
- Laplatská španělština (Español rioplatense)
- Španělština z oblasti Llanos (Español llanero)

mapa rozšíření španělštiny v USA

- Mapa Rovníkové Guiney – jediný španělsky mluvící africký státmapa rozšíření španělštiny v USAMexická španělština (Español mexicano)

Mapa Rovníkové Guiney – jediný španělsky mluvící africký stát

- Paraguayská španělština (Español paraguayo)
- Peruánská španělština (Castellano)
- Portorická španělština (Español boricua)
- Španělština ze severoperuánského pobřeží (Español peruano ribereño)
- Rovníková španělština (Español ecuatorial) – části pobřeží Kolumbie, Ekvádoru a Peru
- Středoamerická španělština (Español centroamericano)
- Yucatanská španělština (Español yucateco)

### Afrika
- Ceutská španělština (Español ceutí)
- Melillská španělština (Español melillense)Mapa hispanofonních zemí dle statutu španělštiny v nich

Mapa hispanofonních zemí dle statutu španělštiny v nich

- Španělština z El Rifu (Español rifeño)
- Marocká španělština (Español marroquí)
- Saharská španělština (Español saharauí)
- Rovníkoguinejská španělština (Español ecuatoguineano)

### Asie
- Filipínská španělština (Español filipino)

## Rozšíření jazyka ve světě
| Stát                                                        | Počet mluvčích (v mil.) |
| ----------------------------------------------------------- | ----------------------- |
| Mexiko                                                      | 120,255                 |
| Španělsko                                                   | 45,061                  |
| Kolumbie                                                    | 48,531                  |
| Argentina                                                   | 45,248                  |
| Spojené státy americké                                      | 52,547                  |
| Venezuela                                                   | 31,710                  |
| Peru                                                        | 32,491                  |
| Chile                                                       | 17,795                  |
| Guatemala                                                   | 16,325                  |
| Filipíny                                                    | 12,130                  |
| Kuba                                                        | 11,285                  |
| Ekvádor                                                     | 16,946                  |
| Dominikánská republika                                      | 11,850                  |
| Honduras                                                    | 8,267                   |
| Bolívie                                                     | 10,010                  |
| Salvador                                                    | 6,859                   |
| Nikaragua                                                   | 5,503                   |
| Paraguay                                                    | 4,737                   |
| Kostarika                                                   | 4,220                   |
| Portoriko (součást USA)                                     | 4,017                   |
| Uruguay                                                     | 3,442                   |
| Panama                                                      | 3,108                   |
| Kanada                                                      | 1,854                   |
| Brazílie                                                    | 2,140                   |
| Maroko                                                      | 0,961                   |
| Rovníková Guinea                                            | 0,447                   |
| Tučně zvýrazněny státy, kde je španělština úředním jazykem. |                         |

## Užitečné fráze
| Španělsky        | Česky                 |
| ¡Buenas!, ¡Hola! | Ahoj!                 |
| ¡Buenos días!    | Dobrý den/ráno!       |
| ¡Buenas tardes!  | Dobré odpoledne!      |
| ¡Buenas noches!  | Dobrý večer/noc!      |
| ¡Adiós!          | Na shledanou! Sbohem! |
| ¡Hasta luego!    | Uvidíme se později!   |
| ¡Hasta pronto!   | Brzy se uvidíme!      |
| Gracias.         | Děkuji.               |
| De nada.         | Nemáš zač.            |
| Por favor.       | Prosím.               |
| Sí. / No.        | Ano. / Ne.            |

## Vzorový text
Otčenáš (modlitba Páně):
Padre nuestro, que estás en el
cielo, santificado sea tu nombre,
venga a nosotros tu reino,
hágase tu voluntad
en la tierra como en el cielo.
Danos hoy nuestro
pan de cada día,
perdona nuestras ofensas,
como también nosotros
perdonamos a los que nos ofenden,
no nos dejes caer en tentación,
y líbranos del mal. Amén.

### Všeobecná deklarace lidských práv
| španělsky | Todos los seres humanos nacen libres e iguales en dignidad y derechos y, dotados como están de razón y conciencia, deben comportarse fraternalmente los unos con los otros. |
| česky     | Všichni lidé se rodí svobodní a sobě rovní co do důstojnosti a práv. Jsou nadáni rozumem a svědomím a mají spolu jednat v duchu bratrství.                                  |

Základní fráze
Typické pozdravy: Buenos días (dobrý den), Buenas tardes (dobré odpoledne), Buenas noches (dobrý večer/noc)
Typická rozloučení: Hasta luego (nashledanou potom), Hasta la vista (naviděnou), adiós (s Bohem), Hasta pronto (nashledanou brzy)
Zdvořilostní otázka: Jak se máš?: ¿Cómo estás?, ¿Qué tal?, ¿Cómo va todo?